# Конончук Михайло Іванович
Конончу́к Миха́йло Іва́нович (4 березня 1937, Дубровиця, Волинське воєводство, Польща — 25 жовтня 1977, Дубровиця, УРСР) — український художник.

## Біографія
Михайло Конончук здобував художню освіту в Києві та Львові. Його пейзажі, монументальні розписи дивували і досі дивують шанувальників мистецтва, за що і прозвали М.Конончука  «поліським Шишкіним». Працював художником в організаціях м. Дубровиці, розписував храми на Волині. Не так багато знайдеться в Дубровиці (й не тільки) осель, установ, де б не було його напрочуд теплих, барвистих і тихих, святкових і сумних поліських пейзажів, портретів, прекрасних копій класичних полотен. Старше покоління приучалося  в «свій час» до  наснажливого джерела поезії Михайла Конончука — справжнього поліського майстра пензля, художника, поета. Щедрий душею, лагідний вдачею — таким його пам'ятають рідні, близькі і ті, хто з ним просто спілкувався. Безмежна любов до природи, до рідного краю окриляла його, з-під пера виходили вірші про ліс, рідну річку Горинь. А що вже казати про його картини! На полотнах відображались пейзажі Полісся, околиці Дубровиці.
За життя  Михайла Івановича неодноразово в Рівному, в будинку народної творчості, діяли виставки його робіт, а по їх завершенні одразу знаходилися покупці картин талановитого дубровичанина. В одному зі своїх віршів Михайло Іванович писав:
Нехай не радощами — болем
Душа стискалася б — жила,
Аби лиш неродючим полем
Вона ніколи не була!
Так, душа і серце Михайла Івановича не були «неродючим полем», а щедрими на любов, доброту і ласку.
Як художник Михайло Конончук не шукав разючих ефектів у природі, а черпав натхнення в овіяних подихом життя скромних куточках околиці міста чи села, у жовтневих барвах осені, у величі берегів річок. Намагався надати всьому зворушливої краси, поетичного одухотворення. Найбільше його приваблюють різноманітні за настроєм пейзажі зими, барвисті весни, багаті на щедрість осені. Нелегко було йому працювати в техніці акварелі, щоб бути самим собою, щоб бути не подібним до інших. Виваженість кольорової плями — це постійна робота інтелекту художника. Також Михайло Іванович писав поезію. Дуже любив порибалити. З життя пішов рано, сорокалітнім, залишивши по собі яскравий творчий слід на небосхилі рідного поліського краю.  «Для мене день почнеться на зорі…», - так писав в одному з віршів Михайло Іванович Конончук. Помер 25 жовтня 1977 року. З дружиною мав двох доньок.